# Miljan Mutavdžić
Miljan Mutavdžić (in serbo Mиљaн Mутaвџић?; Novi Pazar, 3 febbraio 1986) è un ex calciatore serbo, di ruolo centrocampista.

## Palmarès

### Club

#### Competizioni nazionali
- Campionato svedese: 1

Malmö FF: 2010